# Vela ai Giochi della IV Olimpiade
Le competizioni di vela ai Giochi della IV Olimpiade si sono svolte dal 27 al 29 luglio 1908 presso Ryde, Isola di Wight. Il programma prevedeva 4 eventi misti, con 64 partecipanti (63 uomini e 1 donna) da 5 nazioni.
Nelle gare di vela vennero effettuate solo quattro delle cinque competizioni previste, la regata delle imbarcazioni della classe dei 15 metri venne annullata per mancanza di iscritti. Vennero applicate le regole della Yacht Racing Association basate sul regolamento della International Sailing Federation fondata solo un anno prima. Ogni paese partecipante poteva presentare due imbarcazioni per gara.
Tutte le regate vennero vinte da imbarcazioni britanniche. Alla gara della classe dei 6 metri e a quella degli 8 metri presero parte cinque imbarcazioni, nella classe dei 12 metri (l'unica gara che si svolse davanti alla costa occidentale della Scozia e non al largo dell'isola di Wight) presero parte solo due imbarcazioni. La gara della classe dei 7 metri vide la partecipazione di una sola imbarcazione che dovette semplicemente limitarsi a raggiungere il traguardo.

## Classi

Le classi per l'Olimpiade del 1908

Sebbene sia una delle attività sportive organizzate più antiche, la vela all'inizio del XX secolo non era organizzata in modo uniforme. Ciò aveva molto a che fare con le tradizioni nazionali e anche con il fatto che non esistevano tipi di barche standardizzate con istruzioni di costruzione e misure uniformi. Inoltre è stato fatto molto sviluppo nel campo della progettazione e della costruzione delle imbarcazioni. La forma di una barca, in particolare la sua lunghezza, il suo peso e la sua superficie velica, sono i parametri principali che determinano la velocità della barca. Sono state avviate diverse iniziative per creare una formula che permettesse di far gareggiare le barche tra loro senza dover calcolare il risultato finale. Ma inizialmente i diversi paesi non riuscirono a mettersi d’accordo su un sistema internazionale. Alle Olimpiadi del 1900 era chiaro che la vela non era pronta per le competizioni internazionali e bisognava fare qualcosa.
Nel 1906 furono organizzati incontri internazionali per risolvere il problema. Finalmente a Parigi, nell'ottobre 1907, venne ratificato il primo Regolamento Internazionale. I delegati di questo incontro formarono l'International Yacht Racing Union (IYRU), il precursore dell'attuale Federazione Internazionale della Vela (ISAF).
La formula concordata dà un risultato in metri (Metri). Durante la riunione del 1907 il CIO prese la decisione di aprire le Olimpiadi estive del 1908 per le seguenti classi di metri:
- 6 metri
- 7 metri
- 8 metri
- 12 metri
- 15 metri

## Podi
| Evento              | Oro | Perform. | Argento | Perform.      | Bronzo                                                                               | Perform.      |
| 6 metri (dettagli)  | Dormy Gilbert Laws Thomas McMeekin Charles Crichton                                                                                             | 2        | Zut Léon Huybrechts Louis Huybrechts Henri Weewauters | 1             | Guyoni Henri Arthus Louis Potheau Pierre Rabot                                       | 0             |
| 7 metri (dettagli)  | Heroine Charles Rivett-Carnac Richard Dixon Norman Bingley Frances Rivett-Carnac                                                                | 2        | Non assegnate | Non assegnate | Non assegnate                                                                        | Non assegnate |
| 8 metri (dettagli)  | Cobweb Blair Cochrane Arthur Wood Henry Sutton John Rhodes Charles Campbell                                                                     | 2        | Vinga Carl Hellström Edmund Thormählen Erik Wallerius Eric Sandberg Harald Wallin                                                                                             | 1             | Sorais Philip Hunloke Collingwood Hughes Frederick Hughes George Ratsey William Ward | 0             |
| 12 metri (dettagli) | Hera Thomas Glen-Coats Arthur Downes Henry Downes John Buchanan David Dunlop John Mackenzie Gerald Tait James Bunten Albert Martin Robert Aspin | 2        | Mouchette Charles MacIver Charles R. MacIver James Baxter William Davidson James Spence Thomas Littledale John Jellico Colin McLeod Robertson J. Graham Kenion J. A. Gardiner | 0             | Non assegnata                                                                        | Non assegnata |

## Medagliere
| Pos.   | Paese       | Oro | Argento | Bronzo | Totale |
| ------ | ----------- | --- | ------- | ------ | ------ |
| 1      | Regno Unito | 4   | 1       | 1      | 6      |
| 2      | Svezia      | 0   | 1       | 0      | 1      |
| 2      | Belgio      | 0   | 1       | 0      | 1      |
| 4      | Francia     | 0   | 0       | 1      | 1      |
| Totale | Totale      | 4   | 3       | 2      | 9      |